# Inde du Nord

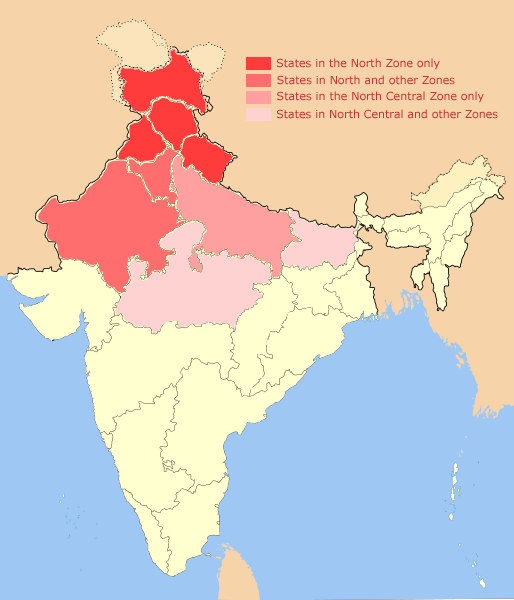
Carte montrant les différentes définitions de l'Inde du Nord.

L'Inde du Nord est une région, aux définitions variables, qui englobe les États du nord de l'Inde. Les caractéristiques géographiques notables de l'Inde du Nord sont la plaine indo-gangétique et l'Himalaya, qui séparent la région du plateau tibétain et de l'Asie centrale.
Il n'existe pas une définition unique de l'Inde du Nord. Le ministère de l'Intérieur, dans les divisions administratives de son Conseil de la zone du Nord (en), y inclut les États de Haryana, du Himachal Pradesh, du Jammu-et-Cachemire, du Pendjab et du Rajasthan ainsi que les territoires de Delhi et de Chandigarh,. De son côté, le ministère de la Culture, dans sa Zone culturelle du Nord, inclut les États de l'Uttarakhand mais exclut Delhi alors que le Geological Survey of India inclut l'Uttar Pradesh et Delhi mais exclut le Rajasthan et le Chandigarh. D'autres États sont parfois inclus : le Bihar, le Gujarat, le Madhya Pradesh et le Bengale-Occidental[réf. souhaitée].